# Fatal Frame
Fatal Frame (także znane jako Project Zero w Europie i Zero w Japonii) – seria gier z rodzaju survival horror. Dotychczas składają się na nią pięć części. Dwie pierwsze dostępne są na platformy PlayStation 2 oraz Xbox. Trzecia część dostępna jest tylko na PlayStation 2.
Seria stworzona została przez firmę Tecmo.
W grze występują duchy i egzorcyzmy, ważną rolę odgrywają tu także rytuały shintō. Gra posiada rozbudowany wątek powiązany z tradycjami i przesądami japońskimi i osadzona jest również w klimacie dawnej Japonii. Zadaniem gracza jest rozwiązać zagadki, poznać historię miejsca, w którym znalazł się bohater gry i co najważniejsze – przetrwać. Przeciwnikami są tu duchy, a bronią przeciwko nim, przystosowana do egzorcyzmów camera obscura.

## Seria Fatal Frame
W chwili obecnej seria ta jest trylogią. Spodziewane jest powstanie kolejnej części, jednak nie podano dokładnych informacji z nią związanych.

### Fatal Frame (2001)
Pewnej sierpniowej nocy 1986 r. młoda studentka, Miku Hinasaki, przychodzi do starej posiadłości rodziny Himuro (Himuro Mansion), aby odnaleźć swojego zaginionego brata. Jej brat Mafuyu udał się tam w poszukiwaniu wcześniej zaginionego przyjaciela i mistrza: pisarza Junsei Takamine oraz jego pomocników Koji Ogata i Tomoe Hirasaka. Wyposażona jedynie w latarkę Miku wchodzi do posiadłości, której historia pełna jest krwawych morderstw, klątw i przerażających rytuałów. Później udaje jej się odnaleźć stary aparat (camera obscura), który kiedyś należał do jej matki. Okazuje się on posiadać silną moc egzorcystyczną.
Podstawą do stworzenia gry miały być fakty i legendy związane z posiadłością rodziny Himuro w Japonii. Z miejscem tym łączy się różne historie o makabrycznej śmierci w tej rodzinie i osobach z nią związanych. Sam producent gry, Makoto Shibata, podaje, że grę bazowano na dwóch Japońskich legendach i historiach o duchach. Graczom pozostaje się tylko domyślać dlaczego umieszczono dopisek "oparte na faktach".
Gra pojawiła się najpierw na platformę PlayStation 2 a następnie na Xbox'a w wersji bardziej rozbudowanej.
Oryginalnie Miku Hinasaki była 17-letnią uczennicą szkoły średniej, jednak w wersjach europejskiej i amerykańskiej została uczyniona nieco starszą.

### Fatal Frame II: Crimson Butterfly (2003)
Druga gra z serii jest prequelem. Gracz poznaje wcześniejsze losy dwóch postaci z części pierwszej – Ryozo i Yae Munataka, a także historię camery obscury. Siostry bliźniaczki Mio i Mayu Amakura odwiedzają miejsce, w którym bawiły się w dzieciństwie. Mayu podąża za tajemniczym karmazynowym motylem, Mio próbuje ją dogonić i w ten sposób obie siostry trafiają do tajemniczej wioski. Wioska ta jest przeklęta z powodu brutalnego rytuału, który się nie powiódł, panuje tam wieczna noc. Mayu zostaje opętana przez ducha i Mio nie pozostaje nic innego jak uratować siostrę nim stanie się kolejną ofiarą klątwy.
Gra wydana początkowo na PlayStation 2 a następnie na Xbox'a w wersji director's cut.
Gra posiada także piosenkę końcową pod tytułem Chou (Motyl) wykonaną przez japońską artystkę Tsuki Amano.

### Fatal Frame III: The Tormented (2005)
Główną bohaterką trzeciej części jest 23-letnia Rei Kurosawa. Zajmuje się ona zawodowo fotografią. Podczas wykonywania zdjęć w starym dworze, który podobno jest nawiedzony, nagle pojawia się tam jej narzeczony, który zginął wcześniej w wypadku. Rei próbuje go dogonić i ukazuje jej się przerażająca wizja. Od tej pory bohaterkę nękają koszmary a po każdym przebudzeniu na jej ciele pojawia się błękitny tatuaż.
Rei towarzyszy Miku Hinasaki, bohaterka z pierwszej części gry, teraz asystentka Rei oraz Kei Akamura, przyjaciel jej zmarłego narzeczonego oraz wujek bliźniaczek z części drugiej.
Fatal Frame III jest podobne do poprzednich gier z serii, gracz steruje jedną z trzech postaci, walczy z duchami przy pomocy aparatu i próbuje ocalić bohaterów od klątwy. Każda z postaci ma jednak swoje specjalne umiejętności co urozmaica grę.
Ta część również posiada piosenkę końcową wykonaną przez Tsuki Amano, nosi ona tytuł Koe (Głos).
Dotychczas wydana została jedynie na platformę PlayStation 2.

### Fatal Frame: The Movie (2006)
Hollywoodzka adaptacja filmowa pierwszej gry została ogłoszona w 2003 roku. Robert Fyvolent i Mark R. Brinker zostali zatrudnieni jako scenarzyści projektu, a John Rogers został zatrudniony jako jego producent. Tytuł był produkowany przez DreamWorks. Jeszcze w tym samym roku Steven Spielberg pomagał Rogersowi w dopracowaniu scenariusza gry, a sesje mające na celu znalezienie reżysera i obsady filmu miały nastąpić. W 2014 roku, wraz z oficjalnym ogłoszeniem Maiden of Black Water, potwierdzono, że hollywoodzki film jest nadal planowany. Tym razem produkowany przez Samuela Hadidę, miał rozpocząć produkcję po ukończeniu i wydaniu gry. Christophe Gans powiedział w wywiadzie, że film będzie miał miejsce w Japonii, próbując uchwycić japońską scenerię nawiedzonego domu

### Fatal Frame
- Oficjalna strona japońska Zero
- Oficjalna strona japońska Fatal Frame

### Fatal Frame II: Crimson Butterfly
- Oficjalna strona japońska (Xbox)
- Oficjalna strona japońska (PS2)
- Wersja archiwalna oficjalnej strona amerykańskiej [online], fatalframe2.com [zarchiwizowane z adresu 2008-02-02].

### Fatal Frame III: The Tormented
- Oficjalna strona japońska